# SRET 2
SRET 2, também conhecido como MAS 2, foi a designação técnica de uma missão espacial francesa lançada em conjunto com a "Molniya-1-30" em 5 de Junho de 1975, tendo reentrado em 25 de Setembro de 1987.